# 6136 Gryphon
6136 Gryphon (1990 YH) là một tiểu hành tinh vành đai chính được phát hiện ngày 22 tháng 12 năm 1990 bởi A. Natori và T. Urata ở Trạm quan sát JCPM Yakiimo.